# Chernes armenius
Espèce
Synonymes
- Chelifer armenius Beier, 1929

Chernes armenius est une espèce de pseudoscorpions de la famille des Chernetidae.

## Distribution
Cette espèce est endémique d'Azerbaïdjan. Elle se rencontre vers Ordoubad.

## Étymologie
Son nom d'espèce lui a été donné en référence au lieu de sa découverte, l'Arménie russe.

## Publication originale
- Beier, 1929 : Die Pseudoskorpione des Wiener Naturhistorischen Museums. II. Panctenodactyli. Annalen des Naturhistorischen Museums in Wien, vol. 43, p. 341-367.